# カンタベリー・コラール
『カンタベリー・コラール』（英: Canterbury Chorale）は、ベルギーの作曲家ヤン・ヴァン・デル・ローストが作曲した楽曲である。

## 概要
作曲者がイングランド南東部ケント州にあるイングランド国教会の総本山カンタベリー大聖堂を訪れた際に得たインスピレーションを基に、ベルギーのブラスバンド（金管バンド）であるブラス・バンド・ミデン・ブラバント（nl:Brass Band Midden-Brabant）の委嘱によって1990年に作曲された。このように、もともとはブラスバンド編成の楽曲として作曲された楽曲であり、1991年にオランダの出版社デ・ハスケ社より出版されている。吹奏楽版とファンファーレバンド版は、1993年に出版社の求めに応じて作曲者自身により新たにオーケストレーションが施されたものである。

## 楽曲解説
演奏時間は約6分。Ben tenuto e espressivo (quasi legato sempre) ♩=63、4分の4拍子、変ニ長調で終始ゆっくりとした非常に幅広い音楽が続く。
曲はコルネットを中心とした高音楽器によって敬虔な雰囲気のうちに歌いだされる。このテーマは音楽の進行とともに楽器を増やしつつ発展し、放物線のような盛り上がりを見せる。やがて全合奏のクライマックスへと到達し、その後、音楽は落ち着いて冒頭の雰囲気を再現する。最後はコルネット、テナーホーン、ユーフォニアムと順にテーマを繰り返し演奏しながら静まり、ミュートを使用したトロンボーンとバスの響きの中で、教会の鐘を意識させるようなチャイムを伴いながら静かに曲を閉じる。

## 楽器編成
ブラスバンド版
「英国式ブラスバンド」を参照
吹奏楽版
- 木管楽器

ピッコロ、フルート2、オーボエ2、イングリッシュホルン、ファゴット2、E♭クラリネット、B♭クラリネット3、E♭アルトクラリネット、B♭バスクラリネット、B♭コントラバスクラリネット、B♭ソプラノサクソフォーン（任意）、E♭アルトサクソフォーン2、B♭テナーサクソフォーン、E♭バリトンサクソフォーン
- 金管楽器・弦楽器

B♭コルネット/トランペット3、Fホルン3、トロンボーン3、バリトン、バス、コントラバス
- 打楽器

ティンパニ、ベル、シンバル、サスペンデッド・シンバル、チューブラーベル
ファンファーレバンド版
- 木管楽器

B♭ソプラノサクソフォーン、E♭アルトサクソフォーン2、B♭テナーサクソフォーン、E♭バリトンサクソフォーン
- 金管楽器

E♭フリューゲルホルン、B♭フリューゲルホルン3、Fホルン3、B♭コルネット/トランペット3、トロンボーン3、B♭バリトン2、テナーテューバ/ユーフォニアム2、E♭バス2、B♭バス2
- 打楽器

（吹奏楽版と同じ）
オルガンが加えられる場合もある。

## 編曲
この曲は、原曲のブラスバンドや作曲者の手による編曲版以外にも、さまざまな編成に編曲されている。
- 高橋徹編曲
  - クラリネット・クワイヤー版[1]（デ・ハスケより出版）、フルート・クワイヤー版（未出版）
- 藤井一男編曲
  - クラリネット八重奏版（未出版）
- 柏原卓之編曲
  - サクソフォーン・オーケストラ版（デ・ハスケより出版）
- 中原達彦編曲
  - 弦楽合奏版[2]（デ・ハスケより出版）